# Marko Bulat
Marko Bulat (Sebenico, 26 settembre 2001) è un calciatore croato, centrocampista del Raków Częstochowa.

## Biografia
Nato a Sebenico, sia suo padre Josip che suo zio Ivan sono stati calciatori professionisti.

## Caratteristiche tecniche
Regista elegante dotato di un'ottima visione di gioco che gli permette di smistare le palle anche nei spazi stretti. Normolineo e non particolarmente veloce, ha un buon senso della posizione.

## Carriera

### Club
Formatosi calcisticamente nel Sebenico esordì in prima squadra il 27 settembre 2017, subentrando nella trasferta di 2. HNL contro il Varaždin e diventando così il più giovane esordiente nella storia dei Narančasti.
Nel marzo 2020, causa Pandemia di COVID-19, gli saltò il trasferimento nel Barcellona. Nel febbraio firma un contratto pluriennale per il Dinamo Zagabria, rimanendo però in prestito alla squadra dalmata fino a fine stagione. Debutta con i Modri subentrando al posto di Josip Mišić nella trasferta di campionato vinta 4-0 ai danni del Hrvatski Dragovoljac. Si ripete il 4 agosto subentrando, sempre al posto di Mišić, nella partita d'andata pareggiato 1-1 contro il Legia Varsavia e valida per il terzo turno preliminare di Champions League, facendo così il suo esordio in una competizione europea.
Sempre contro i Crni il 3 ottobre seguente, nella gara interna di campionato vinta per 8-0, realizza la sua prima marcatura con la squadra zagabrese.

### Nazionale
Il 12 ottobre 2021 fa il suo debutto con la Croazia Under-21 subentrando al posto di Jurica Pršir nel match vinto contro l'Azerbaigian (1-5).

## Statistiche

### Cronologia presenze e reti in nazionale
| Cronologia completa delle presenze e delle reti in nazionale ― Croazia under 21 | Cronologia completa delle presenze e delle reti in nazionale ― Croazia under 21 | Cronologia completa delle presenze e delle reti in nazionale ― Croazia under 21 | Cronologia completa delle presenze e delle reti in nazionale ― Croazia under 21 | Cronologia completa delle presenze e delle reti in nazionale ― Croazia under 21 | Cronologia completa delle presenze e delle reti in nazionale ― Croazia under 21 | Cronologia completa delle presenze e delle reti in nazionale ― Croazia under 21 | Cronologia completa delle presenze e delle reti in nazionale ― Croazia under 21 |
| Data                                                                            | Città                                                                           | In casa                                                                         | Risultato                                                                       | Ospiti                                                                          | Competizione                                                                    | Reti                                                                            | Note                                                                            |
| ------------------------------------------------------------------------------- | ------------------------------------------------------------------------------- | ------------------------------------------------------------------------------- | ------------------------------------------------------------------------------- | ------------------------------------------------------------------------------- | ------------------------------------------------------------------------------- | ------------------------------------------------------------------------------- | ------------------------------------------------------------------------------- |
| 12-10-2021                                                                      | Sumqayıt                                                                        | Azerbaigian under 21                                                            | 1 – 5                                                                           | Croazia under 21                                                                | Qual. Europeo Under-21 2023                                                     | -                                                                               | 73’                                                                             |
| 17-11-2022                                                                      | Pola                                                                            | Croazia under 21                                                                | 3 – 1                                                                           | Polonia under 21                                                                | Amichevole                                                                      | -                                                                               | 72’                                                                             |
| 21-11-2022                                                                      | Pola                                                                            | Croazia under 21                                                                | 1 – 1                                                                           | Austria under 21                                                                | Amichevole                                                                      | -                                                                               | 62’                                                                             |
| 21-6-2023                                                                       | Bucarest                                                                        | Ucraina under 21                                                                | 2 – 0                                                                           | Croazia under 21                                                                | Europeo Under-21 2023 - 1º turno                                                | -                                                                               |                                                                                 |
| 24-6-2023                                                                       | Bucarest                                                                        | Spagna under 21                                                                 | 1 – 0                                                                           | Croazia under 21                                                                | Europeo Under-21 2023 - 1º turno                                                | -                                                                               |                                                                                 |
| 27-6-2023                                                                       | Bucarest                                                                        | Croazia under 21                                                                | 0 – 0                                                                           | Romania under 21                                                                | Europeo Under-21 2023 - 1º turno                                                | -                                                                               | 79’                                                                             |
| Totale                                                                          |                                                                                 | Presenze                                                                        | 3                                                                               |                                                                                 | Reti                                                                            | 0                                                                               |                                                                                 |

## Palmarès

### Club
- Druga hrvatska nogometna liga: 1

Sebenico: 2019-2020
- Campionato croato: 3

Dinamo Zagabria: 2021-2022, 2022-2023, 2023-2024
- Supercoppa di Croazia: 2

Dinamo Zagabria: 2022, 2023
- Coppa di Croazia: 1

Dinamo Zagabria: 2023-2024